# Чёрные Рыцари
«Чёрные Рыцари» (англ. Black Knights) — пилотажная группа ВВС Сингапура. Группа летает на шести американских многофункциональных лёгких истребителях четвёртого поколения F-16 Fighting Falcon.

## История
Эскадрилья была сформирована через пять лет после создания ВВС Сингапура и через восемь лет после образования самого государства Сингапур. Первоначально группа носила название «Ред Оспрей», но в 1974 году получила новое название «Чёрные Рыцари». В течение десяти лет выступала на британских самолётах Hawker Hunter, затем летала на F-5, A-4SU Super Skyhawk. В 2000 году получила шесть истребителей F-16.

## Тренировки
Команда была сформирована только после того, как пилоты и наземные службы прошли строгий отбор в соответствии с рекомендацией. Для рассмотрения возможности выбора пилота в группу, каждый лётчик-истребитель должен был налетать не менее 1000 летных часов.

## Самолёты
| Самолёт               | Число | Годы                               |
| --------------------- | ----- | ---------------------------------- |
| Hawker Hunter         | 4     | 1973, 1974, 1975, 1977, 1978, 1983 |
| F-5E Tiger II         | 5     | 1981                               |
| A-4 Skyhawk           | 6     | 1990, 1994, 2000                   |
| F-16A Fighting Falcon | 6     | 2000                               |
| F-16C Fighting Falcon | 6     | 2008                               |